# 方策 (嘉靖進士)
方策（1494年—？年），字載道，广西桂林右卫軍籍臨桂縣人。明朝政治人物。

## 生平
治《易經》，行一，由國子生中式正德八年癸酉科（1513年）廣西鄉試第三名舉人，年三十歲中式嘉靖二年（1523年）癸未科會試第一百九十七名，第三甲第五十一名進士。官广东新会县知县。七年官福建長泰县知县。

## 家族
曾祖方友政。祖父方洪。父方玉。前母沈氏；母周氏。具庆下。弟方憲。